# Boughton (Nottinghamshire)
Boughton – wieś w Anglii, w hrabstwie Nottinghamshire. Leży 30 km na północ od miasta Nottingham i 197 km na północ od Londynu.